# Jean-François Cailhava de L'Estandoux

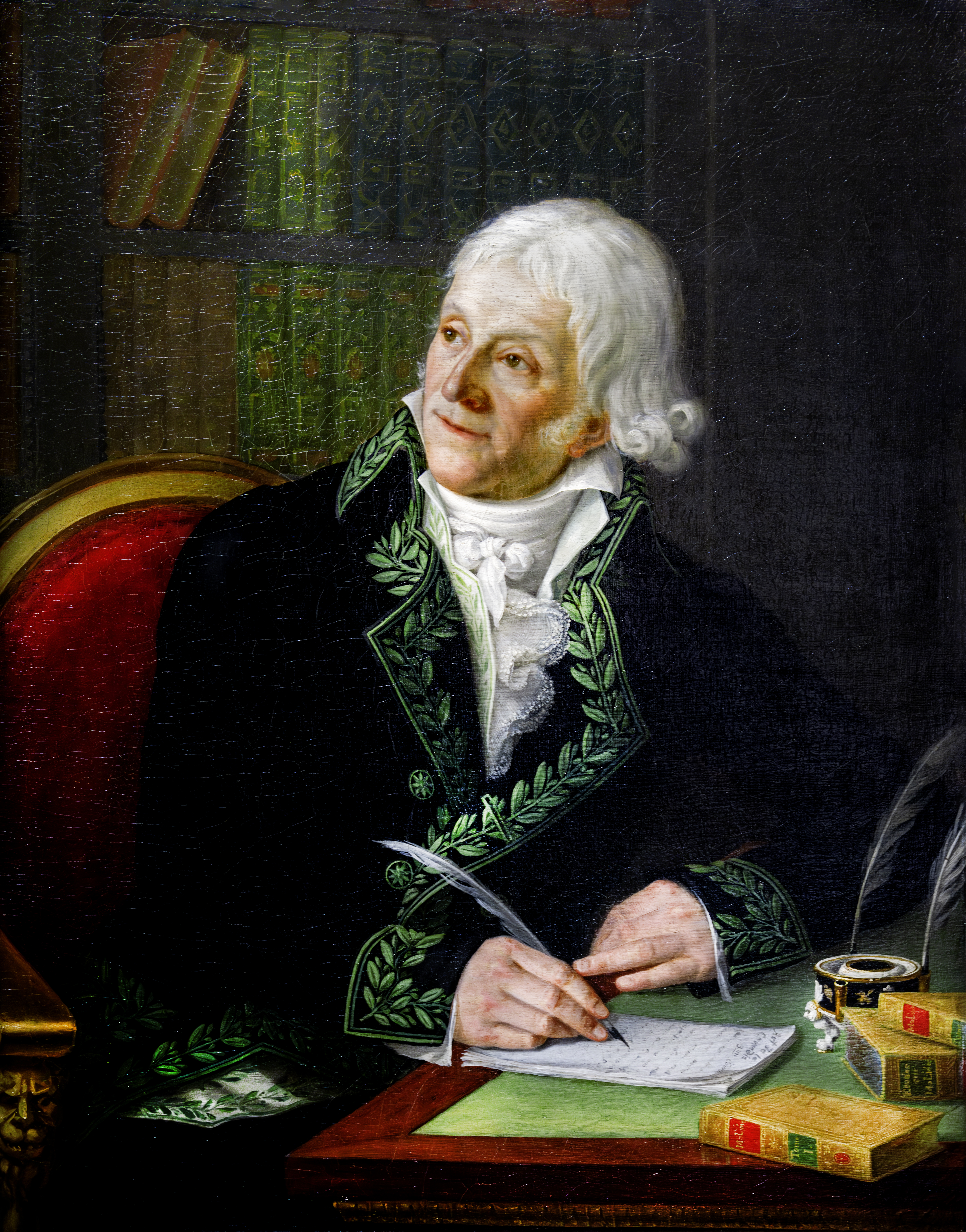
Jean-François Cailhava

Jean-François Cailhava de L'Estandoux (L'Estandoux bij Toulouse, 28 april 1731 - Parijs, 26 juni 1813) was een Frans schrijver, dichter, toneelschrijver en criticus, lid van de Académie française.

## Levensloop
Cailhava was een groot bewonderaar van Molière en probeerde zijn leven lang om in zijn voetspoor te treden. Nog voor de Franse Revolutie, toen het lichaam werd opgegraven waarvan men dacht dat het van Molière was, nam Cailhava er een tand uit en monteerde die in een ring. Hij schreef ook in 1779 Discours prononcé par Molière, le jour de sa réception posthume à l'Académie française. 
Hij was ook een goede bekende van Voltaire. In 1778 behoorde hij tot degenen die de intronisatie van Voltaire in de vrijmetselaarsloge Les Neufs Soeurs voorbereidden. Zelf was hij een van de tien stichtende leden van deze loge.
Hij begon met het opvoeren van zijn theaterstukken in Toulouse en vervolgens in Parijs, zonder al te groot succes. Hij werd zwaar aangevallen in de Mercure de France door de criticus Jean-François de La Harpe. Hij liet zich niet doen en verweerde zich, onder meer in le Journaliste anglais. 
Naast zijn theaterstukken, schreef hij werken over het theater. Daarnaast schreef hij ook wat libertijns werk, zonder veel belang. Hij werd, nog voor 1789, voorzitter van de Musée de Paris, een club die een emanatie was van de loge Les Neufs Soeurs, gesticht door Benjamin Franklin, club die zich vooral bekommerde om de kwaliteit van het onderwijs.
Bij het begin van de Franse Revolutie werd hij lid van de Club des Jacobins en in 1791 trad hij toe tot de Garde Nationale: hij was toen al zestig. In 1793 werd hij benoemd tot commissaire observateur in enkele departementen in Zuid-Frankrijk. Hij kwam in botsing met de plaatselijke overheden, die hem arresteerden en hem pas de vrijheid teruggaven door de tussenkomsten van de Parijse overheid.
In 1798 (hij was toen al tweeënzeventig) werd hij verkozen tot lid van de Institut de France, de voorlopige naam van de Académie française.

## Publicaties

### Toneel
- Le Tuteur dupé, Parijs, 1765.
- Les Étrennes de l'amour, Parijs, 1769.
- La Fille supposée, Parijs, 1769.
- Le Mariage interrompu, Parijs, 1769.
- Le Jeune Présomptueux, ou le Nouveau Débarqué, Parijs, 1769.
- Le Nouveau Marié, ou les Importuns, Parijs, 1770.
- Arlequin Mahomet ou le cabriolet vivant, Parijs, 1770.
- La buona Figliuola, opéra-comique, Parijs, 1771.
- L'Égoïsme, Parijs, 1777.
- Les Journalistes anglois, Parijs, 1782.
- Athènes pacifiée, Parijs, 1796.
- L'Enlèvement de Ragotin et de Mme Bouvillon ou le Roman comique dénoué, Parijs, 1798.
- Les Ménechmes grecs, Parijs, 1791.
- Le Dépit amoureux, Parijs, 1801.
- Théâtre complet, 5 volumes, Parijs, 1802.

### Studies over het theater
- De l'Art de la comédie, ou Détail raisonné des diverses parties de la comédie et de ses différents genres, suivi d'un traité de l'imitation, où l'on compare à leurs originaux les imitations de Molière et celles des modernes, terminé par l'exposition des causes de la décadence du théâtre et des moyens de le faire refleurir, 4 volumes 1771; heruitgave Slatkine, Genève, 1970
- Études sur Molière, ou Observations sur la vie, les mœurs, les ouvrages de cet auteur, et sur la manière de jouer ses pièces, pour faire suite aux diverses éditions des Œuvres de Molière, Parijs, 1802
- Réflexions présentées au Comité d'Instruction publique, en réponse aux Mémoires de quelques Directeurs des Spectacles de Province, contre les droits des Auteurs dramatiques (S. l. n. d., 4 p.) Digitale tekst:

### Verhalen
- Le Soupé des petits maitres, ouvrage moral, Parijs, 1770.
- Les contes en vers et en prose de feu l'abbé de Colibri, ou Le soupé, conte composé de mille et un contes, Parijs, 1797.